# سانتياغو بينيتيز
سانتياغو بينيتيز (بالإنجليزية: Santiago Benítez)‏ (1903 – غير معروف) لاعب كرة قدم باراغواياني راحل كان يجيد اللعب في خط الوسط . مثل منتخب الباراغواي في بطولة كأس العالم لكرة القدم 1930 التي أقيمت في الأوروغواي . لغب أغلب مسيرته الرياضية في نادي أوليمبيا أسونسيون وساهم بشكل رئيسي في تحقيق 3 بطولات دوري متتالية من 1927 إلى 1929 .

## روابط خارجية
- سانتياغو بينيتيز على موقع الاتحاد الدولي (مؤرشف)  (الإنجليزية)
- سانتياغو بينيتيز على موقع قاعدة بيانات كرة القدم.إي يو (الإنجليزية)
- سانتياغو بينيتيز على موقع ناشيونال فوتبول تيمز (الإنجليزية)
- سانتياغو بينيتيز على موقع Soccerway.com (الإنجليزية)